# Alekos Alekou
Alekos Alekou (in greco: Αλέκος Αλέκου; Limassol, 13 dicembre 1983) è un ex calciatore cipriota, di ruolo attaccante.

## Carriera

### Club
Ha giocato nella massima serie del campionato cipriota e greco.

### Nazionale
Nel 2005 ha debuttato con la nazionale cipriota.